# Paku Aji (Tanah Sepenggal Lintas)
Paku Aji is een bestuurslaag in het regentschap Bungo van de provincie Jambi, Indonesië. Paku Aji telt 691 inwoners (volkstelling 2010).